# Agustín Gamarra

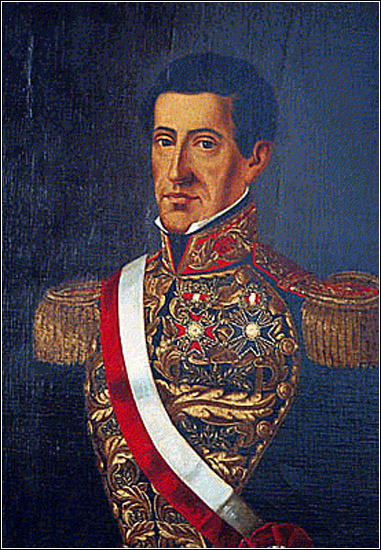
Gamarra

Agustín Gamarra (Cuzco (Peru), 27 augustus 1785 - Ingavi (Bolivia), 18 november 1841) was een politicus en militair in Peru. Hij was gedurende twee perioden president van Peru, te weten van 1829 tot 1833 en van 1838 tot 1841.
Al tijdens zijn kindertijd had Gamarra grote belangstelling voor het militaire leven. Hij brak zijn studie theologie af om dienst te nemen in het Spaanse leger. In 1821 sloot hij zich echter aan bij het Peruaanse onafhankelijkheidsleger. Hij diende tot 1824 onder Simón Bolívar en onder Antonio José de Sucre. Hij hielp vervolgens mee de toenmalige Peruaanse president José de La Mar ten val te brengen waarna hij zelf interrim-president werd. In  1829 werd hij officieel als president geïnstalleerd. 
Gamarra voerde grote veranderingen voor in het staatsrecht van Peru. Hij meende dat de constitutie van zijn voorganger te weinig ruimte liet voor de uitvoerende macht. 
Hoewel Peru onrustige tijden doormaakte, lukte het Gamarra om zijn wettelijke ambtstermijn uit te regeren. Hij werd niet voortijdig afgezet. Wel liet hij zich regelmatig vervangen door de autoritaire Gutiérrez de La Fuente, als hij zelf het land in trok om rebellie of opstand neer te slaan. Gamarra boette daardoor niet in aan populariteit, maar door zijn autoritaire opstelling tijdens zijn interim-optredens deed Gutiérrez de La Fuente dat wel.
Een doel waar Gamarra zich erg voor inzette was de vestiging van de Confederatie van Peru en Bolivia. Afkomstig uit de Andes meende hij dat Bolivia eigenlijk deel zou moeten uitmaken van Peru. De Boliviaanse president Andrés de Santa Cruz streefde eveneens naar een confederatie, maar meende dat de leiding moest uitgaan vanuit Bolivia. Beide presidenten konden het niet eens worden over de plaats van waaruit de op te richten confederatie geleid zou moeten worden en vervielen tot vijandschap.
Aan het einde van zijn eerste ambtsperiode was Peru vervallen tot anarchie. Gamarra moest het presidentschap afstaan aan generaal Luis Orbegozo. Gamarra week uit naar Chili. Van daaruit bracht hij met Chileense troepen in 1838 de confederatie (die in 1836 alsnog was opgericht) ten val. Peru had een nieuwe president nodig, en dat werd wederom Gamarra. Zijn tweede ambtsperiode gebruikte hij om het land weer tot rust te brengen, en om een nieuwe oorlog tegen Bolivia te verklaren. In 1841 stierf hij tijdens een veldslag in deze oorlog.